# Paul Grandhomme

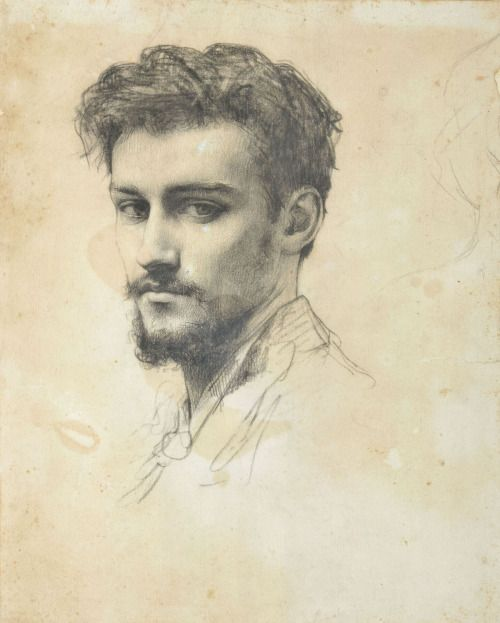
Paul Grandhomme, Porträt von Raphaël Collin (vor 1890)

Paul Victor Grandhomme (* 23. Juli 1851 in Paris; † 1944 in Saint-Briac-sur-Mer, Département Ille-et-Vilaine) war ein französischer Emaillemaler, Bildhauer und Medailleur.

## Leben
Grandhomme begann seine künstlerische Laufbahn als Bijouteriehändler (Goldschmied). Durch den Ausbruch des Deutsch-Französischen Kriegs musste er seine Werkstatt schließen. Er hielt sich für einige Zeit in Épernay auf. Durch die Lektüre von Claudius Popelins Buch L’Email des peintres angeregt, beschäftigte er sich mit der Emailmalerei. Nach seiner Rückkehr nach Paris, war er bei einem Goldschmied tätig, in der Freizeit lernte bei einem Emailleur viel über die Mal- und Schmelzverfahren. Dadurch machte er die Bekanntschaft mit den Goldschmied Mollard, der früher selbst als Emailkünstler tätig war. Dieser stellte Grandhomme seinen Schmelzofen zur Verfügung und gab seine Kenntnisse an ihn weiter. 1874 wurde im Salon der Société des Artistes Français ein Emailbild von ihm ausgestellt, auf dem Vittoria Colonna zu sehen war. Anschließend arbeitete für Pierre Puvis de Chavannes und Jules-Élie Delaunay und erhielt neue Inspirationen durch seinen Freund, den Maler Raphaël Collin. Seine Emailarbeiten fertigte Grandhomme nach eigenen Zeichnungen, Porträts oder Vorlagen. Alfred-Jean Garnier wurde 1877 zunächst sein Schüler, im Folgejahr schlossen sie sich als Partner zusammen und arbeiteten und signierten für einige Zeit gemeinsam, bis sie sich wieder trennten. Einige seiner Werke befinden sich im Bestand des Musée d’Orsay.

## Medaille

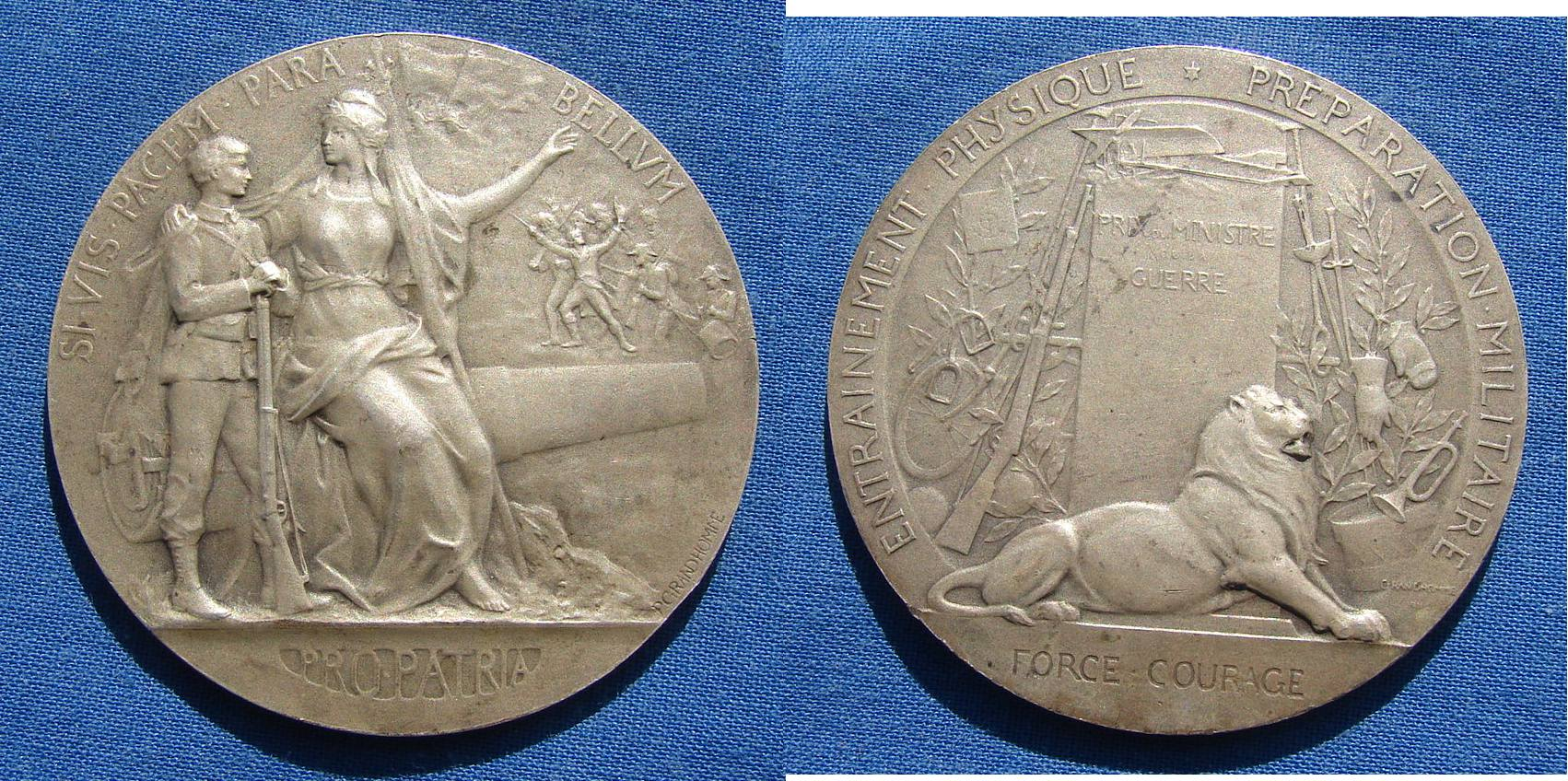
Von Grandhomme geschaffene Medaille

Er hat zur Werbung für die Aufrüstung zum Ersten Weltkrieg eine eigene Jugendstil-Medaille geschaffen.
Die Medaille zeigt auf dem Avers eine auf einer Kanone sitzende Française die den Arm um einen jungen Soldaten hält und am oberen Rand die Legende SI VIS PACEM PARA BELLVM trägt, unten im Abschnitt PRO PATRIA. Auf dem Revers sieht man einen Löwe vor einem Gedenkstein mit Legende: PRIX du MINISTRE da la GUERRE, drüber Militärflugzeuge, obenherum: ENTRAINEMENT PHYSIQUE PREPARATION MILITAIRE, unten im Abschnitt FORCE COURAGE.
Der Durchmesser dieser Silbermedaille ist 50 mm, ihr Gewicht beträgt 60,7 g.